# 霍赫普萊特山
47°49′19″N 13°28′10″E / 47.821971°N 13.469387°E

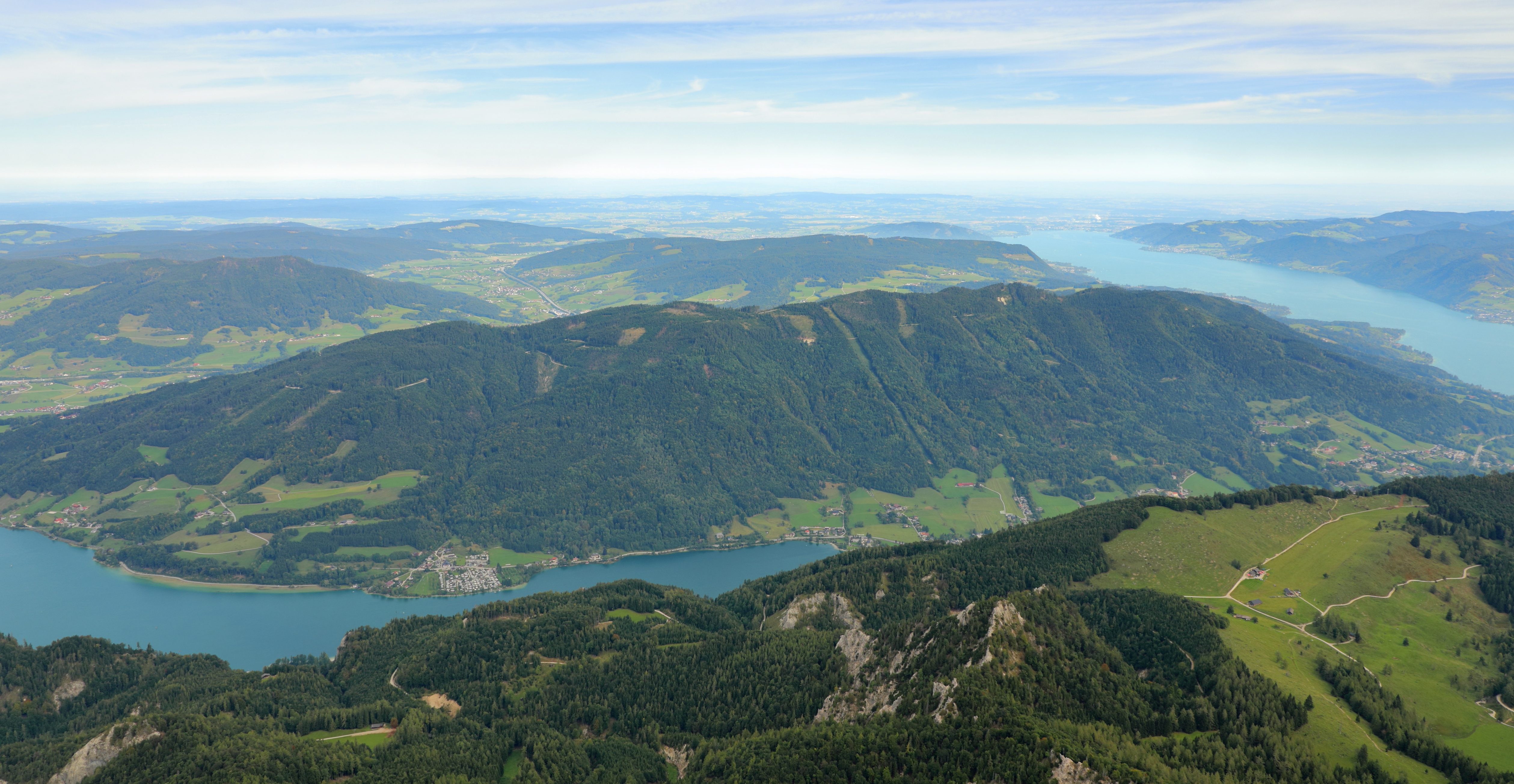

霍赫普萊特山（德語：Hochplett），是奧地利的山峰，位於該國北部，由上奧地利州負責管轄，處於薩爾茨卡默古特，距離沙夫貝格山4.3公里，海拔高度1,134米，每年平均降雨量1,801毫米。